# Basta (rapper)
Vasili Mihailovici Vakulenko (în rusă Васи́лий Миха́йлович Вакуле́нко; n. 20 aprilie 1980, Rostov-pe-Don, RSFS Rusă, URSS), cunoscut sub pseudonimul Basta (în rusă Баста) sau Noggano, este un rapper rus.